# کویرآباد (ورامین)
کویرآباد یک روستا در ایران است که در شهرستان ورامین استان تهران واقع شده‌است.

## جمعیت
این روستا در دهستان بهنام وسط جنوبی قرار دارد و براساس سرشماری مرکز آمار ایران در سال ۱۳۸۵، جمعیت آن ۲۷۶ نفر (۷۰ خانوار) بوده‌است.

## تاریخچه
این روستا در لیست دهات خالصه ورامین در دورۀ ناصری ( احتمالاً ۱۳۰۲ ه.ق ) بوده است .
پس از یک فقره از دستبرد های نایب حسین کاشی و پسرش ماشاالله خان به چند روستای ورامین ، امین مالیه در مورخ ۴ قوس ( آذر ) ۱۳۳۴ ه.ق به رئیس مالیات ایلات طهران چنین راپورت می دهد : ( ... و بعد می روند به قریه کویر آباد خالصه ( دفعه اول هم به غارت رفته بود ) که نزدیک ایجدان است بیست نفر شتر و هم چنین فرش و روغن و غله می برند ... )